# Peribaea glabra
Peribaea glabra là một loài ruồi trong họ Tachinidae.